# 手笛

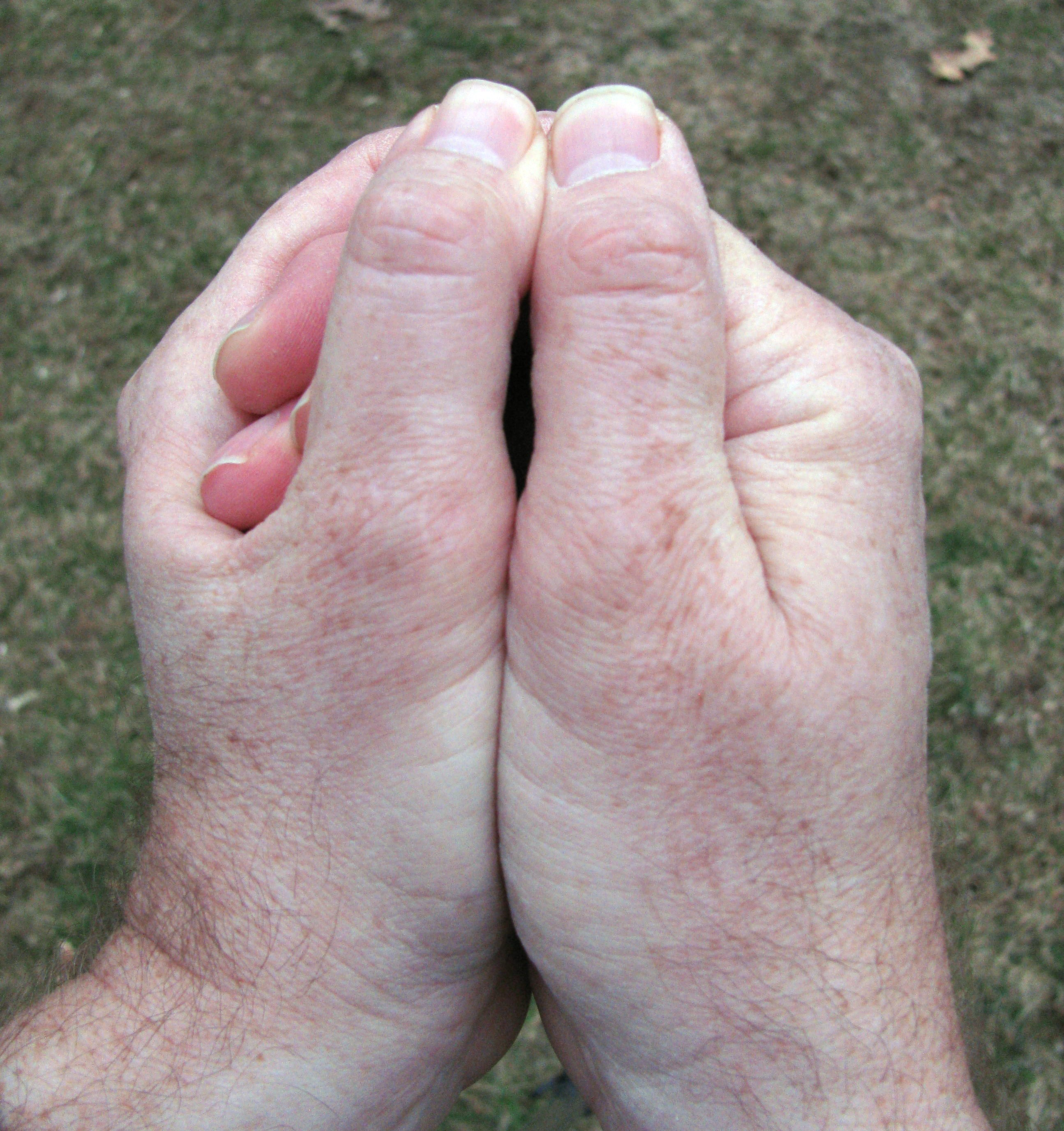
吹奏手笛时应当将手保持图中的姿势

手笛（英語：hand flute）也称手哨（hand whistle）是用雙手當做樂器共鳴箱的吹奏方法。發聲原理同陶笛相似。

## 手型与音高

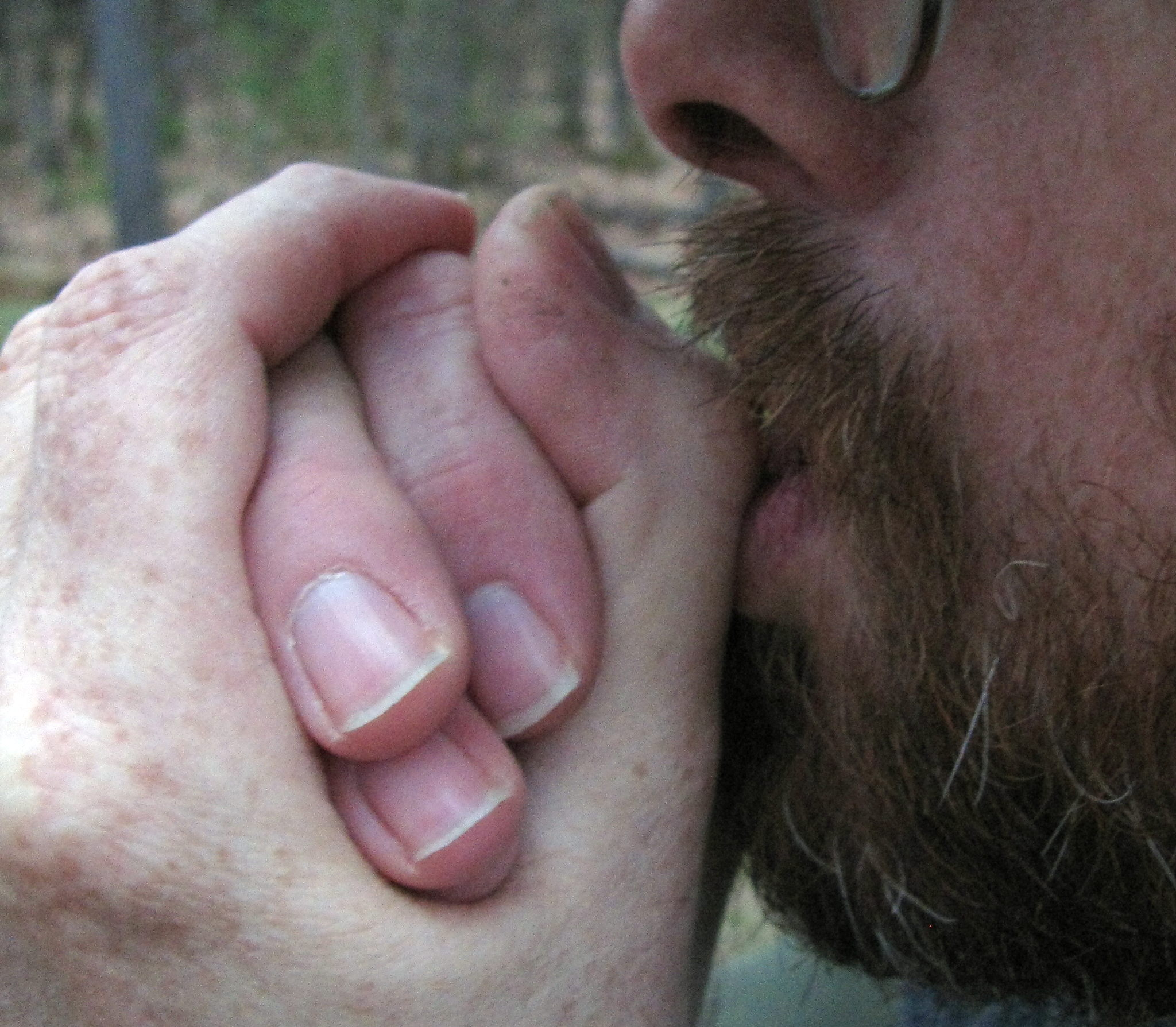
吹奏手笛

將左右手掌交疊，中間虛握形成共鳴箱，用口吹氣入拇指之間的間隙。手虚握时通常有两种形状，“杯型手”和“交错手”
吹出的音高和手之间的空间有关，如果空间较小，或开口较大，音会更高。这一原理和陶笛类似，可以用亥姆霍兹共振来进行解释。如技巧熟練，可以控制音高並能吹奏樂曲。最好的手笛演奏者可以吹出覆盖两个半八度的音

## 外部連結
- 官方網站
- 手笛教學 （页面存档备份，存于）
- 手笛教學 （页面存档备份，存于）